# セイタカヨシ
セイタカヨシ Phragmites karka (Retz.) Trib. ex Steud. はイネ科の植物の1つ。広く知られるヨシに似たもので、より背が高くなり、小穂はむしろ小さい。

## 特徴
高く茎が立つ大型の多年生草本。ヨシに似ており、更に大型になる。高さは2-4mに達し、茎の断面は径2cmにもなる。茎は淡緑色で光沢がある。葉身は長さ40-70cm、幅2-4cm。葉質は硬く、稈に対して鋭角をなし、斜めに突き出して立つ。ただし先端は糸のように細くなる。
花期は8-11月。花序は茎の先端に出て円錐花序をなし、その長さは30-70cmにも達する。小穂は長さ5-8mmで、3-4個、時に5個の小花からなり、第1小花は雄性、雄蕊3本を持ち、綿毛はほとんどなく、基盤は伸びない。第2小花から先は雌性で、基盤は長く伸びて柄状となり、また多数の綿毛がある。
和名は『背高ヨシ』で、ヨシより背が高くなることにより、別名のサイコノヨシは『西湖のヨシ』であり、中国の西湖に因んだ名である。ちなみに後者の呼称を牧野原著(2017)は「花屋の雅称」としている。他にウドノノヨシ（鵜殿の葭）という名のものも本種であるとされたことがあるが、これはむしろヨシの一形であるという。なお、牧野原著(2017)ではセイコノヨシの方を採り、セイタカヨシを別名に扱っている。

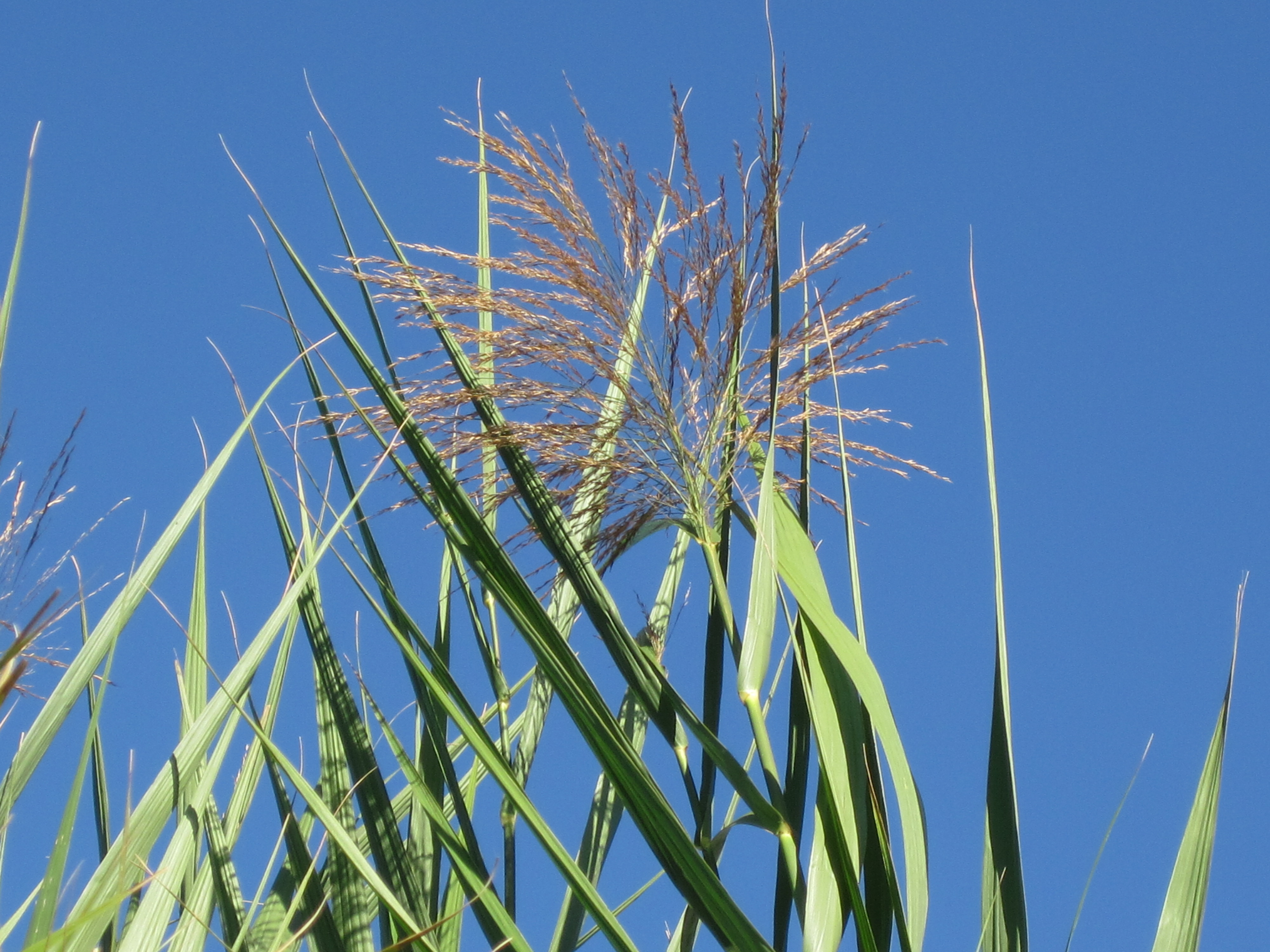
穂の様子
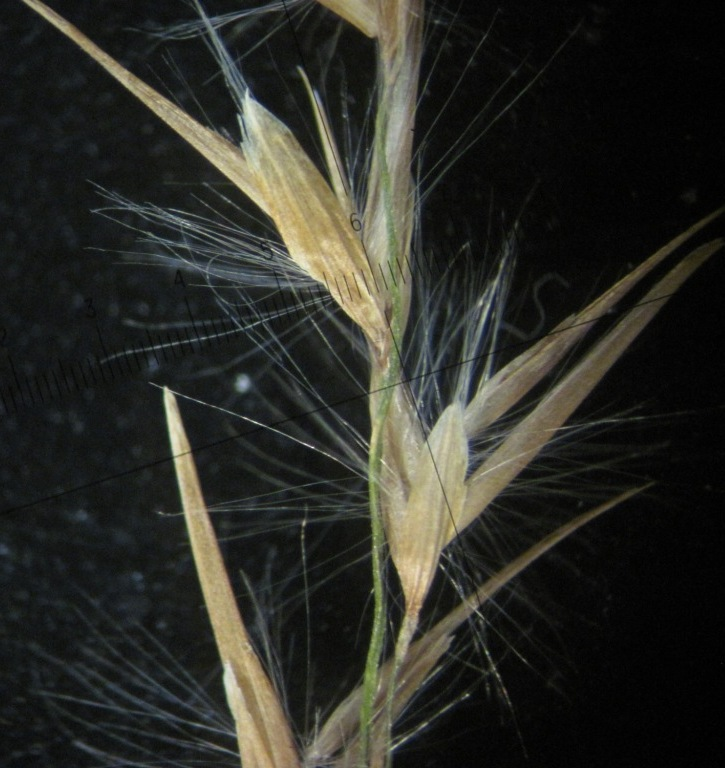
小穂の拡大像
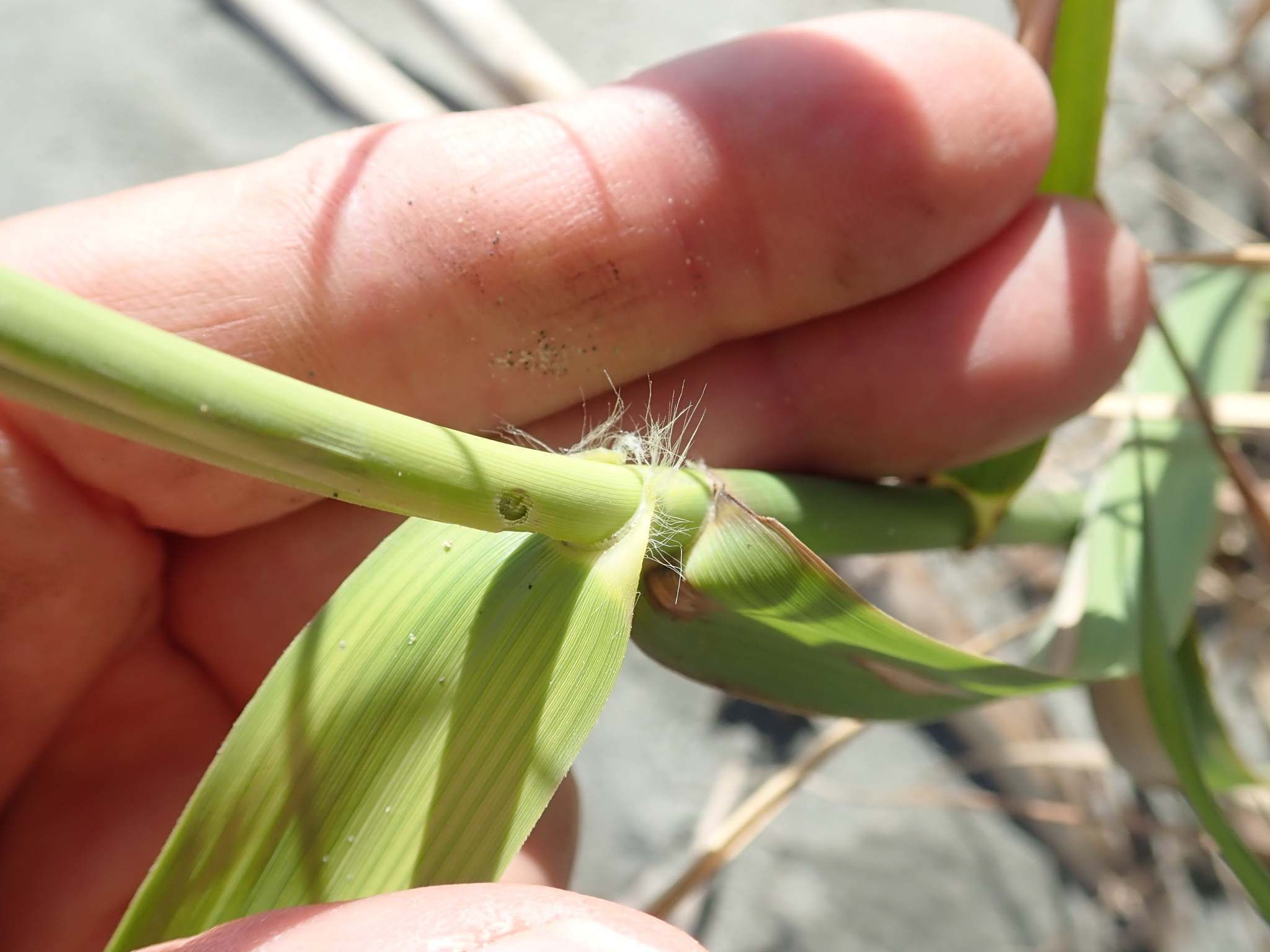
葉舌の様子

## 分布と生育環境
日本では本州（山形県、関東地方以西）から琉球列島まで、国外では朝鮮半島、中国南部、台湾、インド、太平洋諸島からオーストラリアにまで分布する。
水湿地に群生してみられる。ヨシ同様に水辺に大きな群落を作って見られるものではあるが、ヨシよりは陸側の乾燥した場に多く、水中に生えるのを見ることは少なく、往々にヨシ群落に連続してそれより陸側に出現するともいう。海辺に出ることもある。

## 分類・類似種
ヨシ属 Phragmites は世界に4種あり、日本にはそのうち3種が見られる。最も広く知られ、また普通に見られるのはヨシ P. australis で、ツルヨシ P. japonica は河川沿いに見られる。もう1つの種である P. mauritianus は熱帯アフリカに分布するものである。
ヨシとの区別は意外に容易で、大きさや形は互いに似ているものの、本種の葉が硬くて斜めに立ち上がって伸びるのに対し、ヨシの葉は普通は途中から垂れ下がること、また本種に比べてヨシの花序は小さい(せいぜい40cm)事などから、見慣れれば遠くからでも判別できるという。牧野原著(2017)は本種の外見を『ヨシより太く、あたかもメダケのよう』だと評している。
長田(1993)はそのほかに区別点として以下のようなものを挙げている。
- 小穂が長さ5-8mmと小さい（ヨシは12-17mm）。
- 包頴の先端が丸くなっている(ヨシでは尖っている)。
- 葉舌が高さ0.5mmの微小な毛の列となっている(ヨシでは高さ1.5mm)。

ツルヨシは川岸に生え、地表に長い匍匐茎を伸ばすこと、小穂は長さ8-12mmと上記2種の中間程度だが、包頴が最下の護頴の長さの半分を超える点で両種と異なる。
なお、この属の系統関係の分析では本種がこの属の系統樹のもっとも基底で分化し、他の3種全部に対して姉妹群をなす、との結果が出ている。

## 保護の状況
環境省のレッドデータブックでは指定がないが、都県では神奈川県で絶滅危惧I類、千葉県、埼玉県、石川県で絶滅危惧II類、茨城県、岐阜県、香川県、佐賀県、熊本県で準絶滅危惧となっており、また東京都では情報不足に指定されている。分布域の大半で珍しいわけではないが、部分的には希少となっている、ということかと思われる。